# Greta Olivo
 (août 2025).
La mise en forme du texte ne suit pas les recommandations de Wikipédia : il faut le « wikifier ».
Les points d'amélioration suivants sont les cas les plus fréquents. Le détail des points à revoir est peut-être précisé sur la page de discussion.
- Les titres sont pré-formatés par le logiciel. Ils ne sont ni en capitales, ni en gras.
- Le texte ne doit pas être écrit en capitales (les noms de famille non plus), ni en gras, ni en italique, ni en « petit »…
- Le gras n'est utilisé que pour surligner le titre de l'article dans l'introduction, une seule fois.
- L'italique est rarement utilisé : mots en langue étrangère, titres d'œuvres, noms de bateaux, etc.
- Les citations ne sont pas en italique mais en corps de texte normal. Elles sont entourées par des guillemets français : « et ».
- Les listes à puces sont à éviter, des paragraphes rédigés étant largement préférés. Les tableaux sont à réserver à la présentation de données structurées (résultats, etc.).
- Les appels de note de bas de page (petits chiffres en exposant, introduits par l'outil «  Source ») sont à placer entre la fin de phrase et le point final[comme ça].
- Les liens internes (vers d'autres articles de Wikipédia) sont à choisir avec parcimonie. Créez des liens vers des articles approfondissant le sujet. Les termes génériques sans rapport avec le sujet sont à éviter, ainsi que les répétitions de liens vers un même terme.
- Les liens externes sont à placer uniquement dans une section « Liens externes », à la fin de l'article. Ces liens sont à choisir avec parcimonie suivant les règles définies. Si un lien sert de source à l'article, son insertion dans le texte est à faire par les notes de bas de page.
- La présentation des références doit suivre les conventions bibliographiques. Il est recommandé d'utiliser les modèles {{Ouvrage}}, {{Chapitre}}, {{Article}}, {{Lien web}} et/ou {{Bibliographie}}. Le mode d'édition visuel peut mettre en forme automatiquement les références.
- Insérer une infobox (cadre d'informations à droite) n'est pas obligatoire pour parachever la mise en page.

Pour une aide détaillée, merci de consulter Aide:Wikification.
Si vous pensez que ces points ont été résolus, vous pouvez retirer ce bandeau et améliorer la mise en forme d'un autre article.
Greta Olivo est une romancière italienne dont le premier roman La couleur noire n'existe pas a reçu le prix du Prix du premier roman étranger 2024

## Biographie
Greta Olivo est née à Rome. Elle a fait des études à la Scuola Holden de Turin et travaille dans une agence littéraire. En 2015, elle obtient une licence de lettres et perd son grand-père né en 1921. Greta est la seule de sa famille à avoir hérité de la grande myopie de son grand-père, homme colérique et devenu aveugle après avoir perdu un œil dans un camp de travail durant la seconde guerre mondiale puis le deuxième suite à un décollement de la rétine à l'âge de 50 ans. Son appréhension la pousse à rencontrer des personnes aveugles et malvoyantes au Centre Sant'Alessio Margherita di Savoia à Rome puis à écrire son premier roman.

## La couleur noire
La couleur noire n'existe pas suit le parcours de Livia, une adolescente passionnée d'athlétisme qui découvre qu'elle souffre d'une grave maladie oculaire dégénérative. Grâce à sa volonté et l'amitié de son tuteur, elle apprendra à réinventer sa façon d’habiter le monde et devenir elle-même. Texte magnifique, rempli d'émotions et de couleurs, qui transcende le genre du roman initiatiqueselon la presse.

## Œuvres
- La couleur noire n'existe pas [« Spilli »] (trad. Romane Lafore), Phébus, 2024, 240 p. (ISBN 978-2-752-91402-6)[6]

## Prix
- Prix du premier roman étranger pour La couleur noire n'existe pas[réf. nécessaire].